# Nederlands Artsenverbond
Het Nederlands Artsenverbond (NAV) is een conservatief christelijke beroepsvereniging van artsen die in hun werk de hippocratische ethiek als uitgangspunt hanteren. Daar waar deze eed vanouds de basis vormt voor het werken van medici in de gehele wereld, vertegenwoordigt deze groep geneeskundigen in Nederland anno 2006 een minderheid van de artsen.
Het NAV werd in 1973 opgericht omdat veel artsen zich niet meer herkenden in de standpunten van de artsenvereniging KNMG inzake abortus provocatus. Het publiceert samen met de Juristenvereniging Pro Vita het tweemaandelijks tijdschrift Pro Vita Humana. Tot zijn overlijden in 2021, was Peter Hildering ruim 22 jaar voorzitter, naast huisarts op Urk en actief lid van de Staatkundig Gereformeerde Partij. 

## Uitgangspunten
Het Nederlands Artsenverbond verzet zich tegen de ontwikkeling in de Nederlandse samenleving waarbij aan artsen steeds meer gevraagd wordt om mee te werken aan euthanasie, hulp bij zelfdoding en abortus provocatus. Deze ontwikkeling wordt volgens het NAV niet alleen door de wetgeving maar ook door de Koninklijke Nederlandse Maatschappij tot bevordering van de Geneeskunst ondersteund.
Gebaseerd op de Eed van Hippocrates wijst deze groep van artsen euthanasie, hulp bij zelfdoding, abortus provocatus en experimenten met menselijke embryo's af.
Het NAV is ook gekant tegen "therapeutische verbetenheid", dit wil zeggen het toepassen van alle mogelijke medische technieken om het leven, koste wat het kost, te verlengen. Het tijdig stoppen met behandelen en het geven van hoogwaardige palliatieve zorg worden door het NAV gepropageerd en gezien als essentiële onderdelen van een goede geneeskunst. Het NAV ziet in deze praktijk echter een wezenlijk verschil met het al dan niet op diens verzoek actief doden van een medemens.

## Doelstellingen
Het Nederlands Artsenverbond wil:
- de samenleving en ook de artsen zelf, blijven waarschuwen tegen euthanasie, hulp bij zelfdoding en abortus provocatus.
- stem geven aan die artsen in Nederland, die de bevoegdheid om medemensen actief te doden niet alleen afwijzen maar ook niet nodig hebben in hun wijze van begeleiden en benaderen van hun patiënten.
- de ontwikkeling van de palliatieve geneeskunde in Nederland, het oprichten en in stand houden van hospices en bijna-thuis-huizen, benevens projecten die beogen deskundige stervensbegeleiding te bevorderen, ondersteunen.
- zijn leden in praktische, zo nodig ook juridische zin bij opleiding en vestiging steunen en begeleiden.

## Activiteiten
Het Nederlands Artsenverbond is betrokken bij, initiator van en participeert in:
- Het organiseren van studiedagen, symposia en bijeenkomsten voor artsen, verpleegkundigen en andere belangstellenden.
- Het schrijven en publiceren van artikelen, rapporten (waaronder bezwaarschriften) en brochures over medische ethiek, dit in samenwerking met leden van de Juristenvereniging Pro Vita.
- Het houden van spreekbeurten over medisch-ethische onderwerpen.
- Het opzetten en beheren van een eigen website.
- Het participeren in landelijke en lokale platforms voor de ontwikkeling van de palliatieve zorg zoals het Pro Life Overleg Platform (PLOP) en het Netwerk Palliatieve zorg voor Terminale patiënten in Nederland (NPTN).
- Het onderhouden van contacten en zo mogelijk opzetten van samenwerkingstrajecten met andere organisaties zoals de Vereniging ter Bescherming van het Ongeboren Kind (VBOK), de Nederlandse Patiëntenvereniging (NPV), het Prof.dr. G.A. Lindeboom Instituut.
- Het onderhouden van contacten met artsenorganisaties zoals de Christian Medical Fellowship (als opvolger van de Protestants-Christelijke Artsen Organisatie (PCAO)), de Koninklijke Nederlandsche Maatschappij tot bevordering der Geneeskunst (KNMG) en de Amerikaanse Christian Medical Association (CMA).
- Het reageren op de ontwikkelingen op medisch-ethisch terrein in Nederland naar de pers en beleidsmakers zoals de regering en de politieke partijen.
- Het organiseren van onderlinge contactmogelijkheden en ondersteuning voor de leden van de vereniging.